# Borowik sosnowy

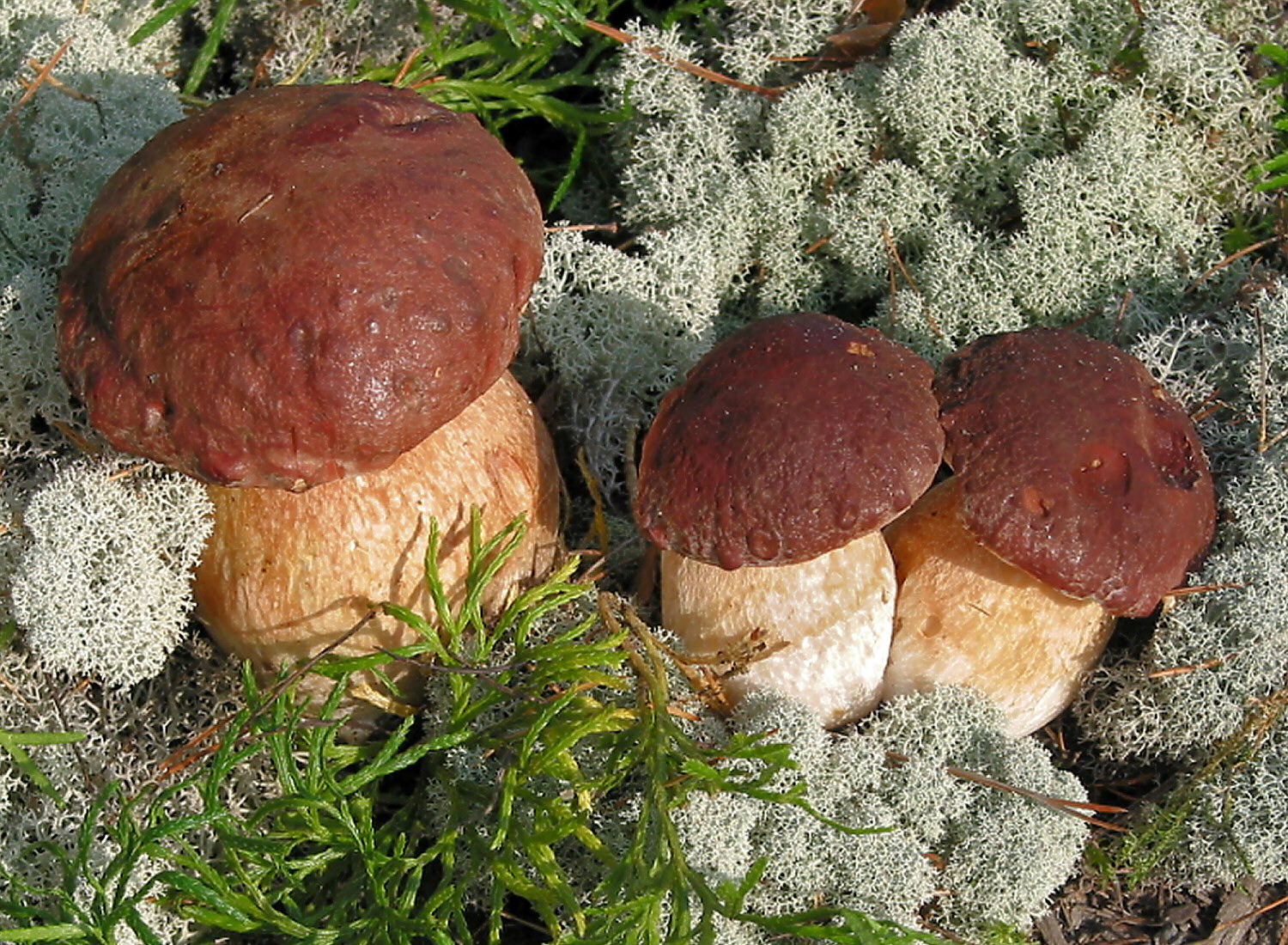

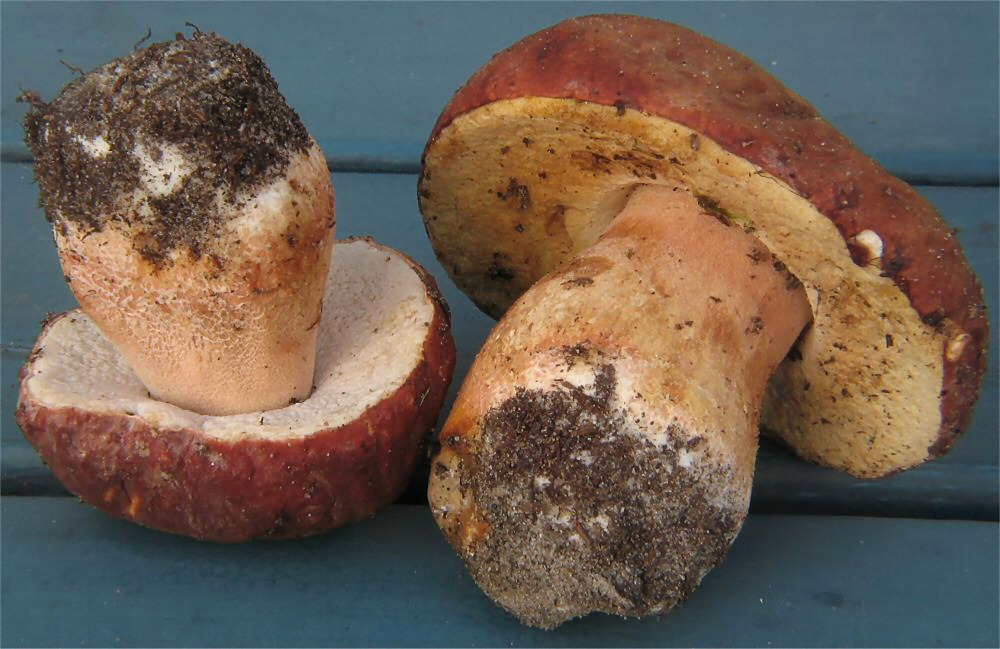

Borowik sosnowy (Boletus pinophilus Pilát & Dermek) – gatunek grzybów z rodziny borowikowatych (Boletaceae).

## Systematyka i nazewnictwo
Pozycja w klasyfikacji według Index Fungorum: Boletus, Boletaceae, Boletales, Agaricomycetidae, Agaricomycetes, Agaricomycotina, Basidiomycota, Fungi.
Niektóre synonimy:
- Boletus aestivalis var. pinicola (Vittad.) Sacc. 1910
- Boletus edulis f. pinicola (Vittad.) Vassilkov 1966
- Boletus edulis var. pinicola Vittad.
- Boletus pinicola (Vittad.) A. Venturi 1863

Nazwę polską nadali Barbara Gumińska i Władysław Wojewoda w 1983 r., wcześniej w polskim piśmiennictwie mykologicznym gatunek ten opisywany był przez Alinę Skirgiełło pod nazwą borowik szlachetny, odmiana sosnowa.

## Morfologia
Kapelusz
Średnica 5–30 cm, kształt początkowo półkulisty, potem płaskołukowaty, na koniec rozpostarty. Powierzchnia delikatnie pilśniowata, zazwyczaj nierówna, garbkowata lub pomarszczona, matowa, w czasie deszczu lepka. Ma barwę czerwonobrązową, czasami z purpurowym lub fioletowym odcieniem.
Hymenofor
Rurkowaty. Rurki na młodych owocnikach blade, na starszych stopniowo ciemnieją aż do oliwkowożółtego koloru.
Trzon
Wysokość 6–16 cm, grubość 3–7 cm, kształt początkowo beczułkowaty, potem jajowaty, w końcu pałkowaty, pokryty średnio wyraźną siateczką w górze białawą, zwykle sięgającą podstawy gdzie jest bardziej brązowawa.
Miąższ
U młodych grzybów biały (tylko pod skórką czerwonobrązowy), u starszych kremowobiały z żółtym odcieniem. Ma przyjemny korzenny zapach i jest smaczny.
Wysyp zarodników
Oliwkowy. Zarodniki gładkie o średnicy 14–18 × 5–6 μm, bez pory rostkowej.
Gatunki podobne
Borowika sosnowego można pomylić z gatunkami jadalnymi: borowikiem szlachetnym (Boletus edulis), borowikiem usiatkowanym (Boletus reticulatus) oraz z borowikiem ciemnobrązowym (Boletus aereus), który rośnie pod dębami i jest grzybem ciepłolubnym.

## Występowanie i siedlisko
Występuje w Europie, Ameryce Północnej oraz na wyspie Holmvassdalen na Oceanie Indyjskim. Rośnie przeważnie pod sosnami, ale także pod bukami, na kwaśnych glebach. Owocniki pojawiają się często już w maju i występują do października, przy czym najobficiej na początku sezonu.

## Znaczenie
Naziemny grzyb mykoryzowy. Grzyb jadalny. Nadaje się do wszystkich rodzajów przetwórstwa grzybów. Podobnie jak inne jadalne borowiki szczególnie przydatny jest do suszenia.